# Форпік

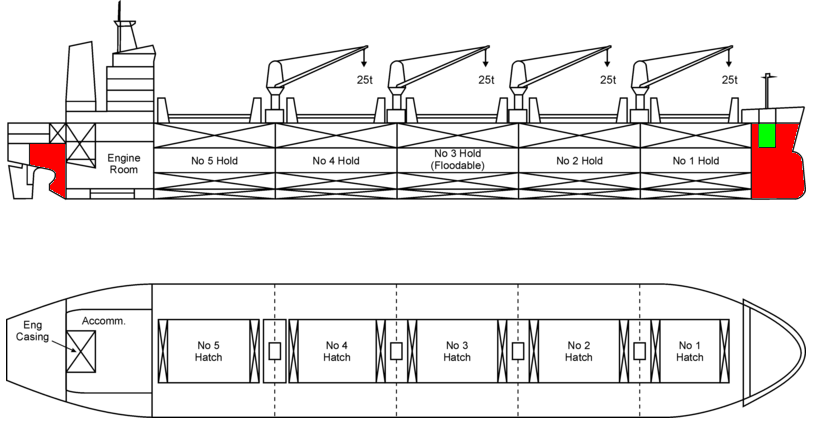
Ахтерпік і форпік (виділено червоним), ланцюговий ящик у форпіку (виділено зеленим)

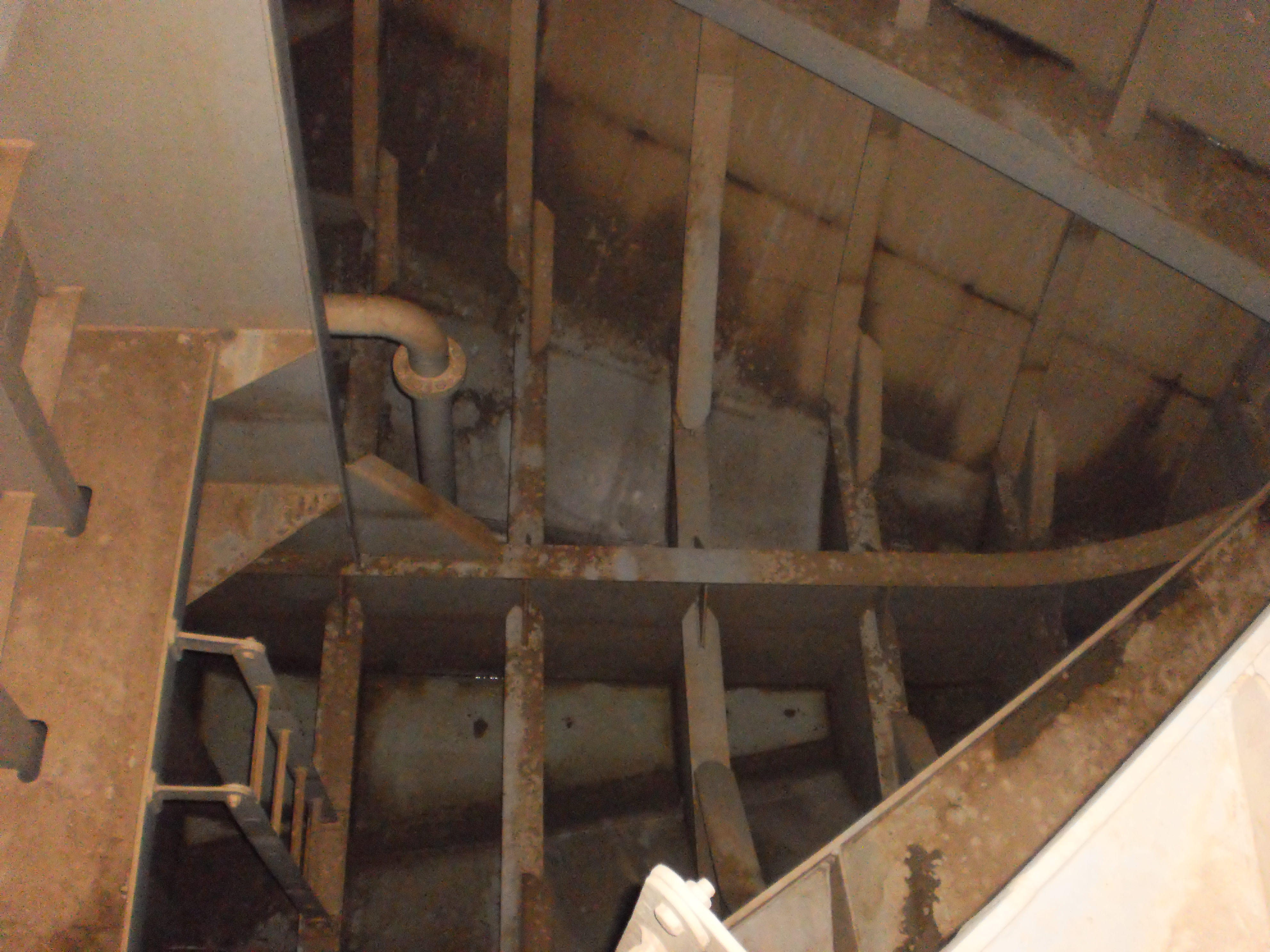
Форпік, використовуваний як баластна цистерна. Вигляд зверху.

Форпі́к (нід. voorpiek, англ. forepeak) — приміщення в носовій частині судна між форштевнем і першою (форпіковою або «таранною») перебіркою, крайній носовий відсік судна. Зазвичай служить для розміщення вантажів або водяного баласту (для удиферентування судна), крім того, в ньому влаштовується ланцюговий ящик для якірного ланцюга. Оскільки носова частина судна найбільш схильна до пошкоджень, найменшу довжину форпіка морських суден регламентують класифікаційні товариства. Форпік не слід плутати з баком.